# Narragansett (jazyk)
Narrangansett byl indiánský jazyk, kterým mluvil indiánský kmen Narrangansetů na území Rhode Islandu, jednoho ze států USA. Byl příbuzný ostatním indiánským jazykům v oblasti Nové Anglie. Ačkoliv dodnes žije okolo 1400 Indiánů kmene Narragansett, jazyk je vymřelý. Předpokládá se, že vymřel v 17. století.
Jazyk je zmíněn v práci Rogera Williamse s názvem A Key into the Language of America z roku 1643.

## Zařazení
Jazyk se řadí do jazykové rodiny algických jazyků. V této rodině se řadí do podskupiny algonkinských, konkrétně do východních algonkinských jazyků.

## Vliv na angličtinu
Angličtina z jazyka narragansett přejala mnohá slova, například:
- Squash, anglicky tykev
- Moose, anglicky los
- Pow wow, označení indiánských slavností
- Succotash, název tohoto pokrmu z fazolí a kukuřice pochází z jazyka narragansett. S tímto pokrmem se lze setkat v americké a kanadské kuchyni, ale i v kuchyni Rovníkové Guineje (V Rovníkové Guineji kde je succotash národním jídlem).[1]